# Heuzecourt
Heuzecourt település Franciaországban, Somme megyében. Lakosainak száma 162 fő (2022. január 1.). Heuzecourt Béalcourt, Bernaville, Le Meillard, Prouville és Saint-Acheul községekkel határos.

## Népesség
A település népességének változása:
| Lakosok száma | 169  | 172  | 171  | 169  | 167  | 167  | 163  | 159  | 162  |
|               | 2013 | 2015 | 2016 | 2017 | 2018 | 2019 | 2020 | 2021 | 2022 |